# Satellite (revue)
Pour les articles homonymes, voir Satellite.
Satellite (ou Satellite / éditions scientifiques et littéraires) est, à l'origine, une revue de science-fiction créé en 1958 et stoppé en 1963. L'équipe de direction était constituée de Michel Bénâtre et Hervé Calixte (de son vrai nom Patrice Rondard) et Jacques Bergier en était le conseiller scientifique. Un peu plus tard, Gérard Klein en est quelque temps secrétaire de rédaction et Stephen Spriel (un des fondateurs du Rayon Fantastique) conseiller littéraire. Différentes collections sont développées durant l'existence de la revue.

## Collections

### Les cahiers de la science-fiction
La revue Les cahiers de la science-fiction existe de 1958 à 1960, et se concentre sur l'édition de romans.
1. Le Pont sur les étoiles, par James E. Gunn et Jack Williamson
2. Les Hommes stellaires, par Leigh Brackett
3. La Galaxie noire, par Murray Leinster
4. Renaissance, par Raymond F. Jones
5. Au seuil de l'éternité, par John Brunner
6. Chasse cosmique, par Lyon Sprague de Camp
7. Les Mondes divergents, par Philip K. Dick
8. La Route étoilée, par Poul Anderson
9. Créateur d'univers, par Alfred Elton van Vogt
10. À la recherche de l'homme cosmique, par Jean Cap

### Satellite
La revue Satellite a existé de 1958 à 1963 et a compté 47 numéros. La revue était composée de nouvelles, d'articles et de critiques.

### Satellite sélection
Cette collection qui existe uniquement une année (1958) propose dans un premier temps des reliures de la revue Satellite (à partir du n° 25). A l'arrêt de la revue Satellite, celle-ci devint une revue autonome (à partir du numéro 12) et réédite des romans parus dans la collection Les cahiers de la science-fiction.
- 12. Le Pont sur les étoiles, par James E. GUNN et Jack Williamson
- 13/14. Les Hommes stellaires / La galaxie noire, par Leigh Brackett et Murray LEINSTER
- 15. Au seuil de l'éternité, par John Brunner
- 16. Chasse cosmique, par Lyon Sprague de Camp
- 17. Les Mondes divergents, par Philip K. Dick
- 18. La Route étoilée, par Poul Anderson
- 19. Créateur d'univers, par Alfred Elton van Vogt
- 20. A la recherche de l'homme cosmique, par Jean Cap

### Satellite-Images
Satellite-Images est une revue qui mélange bande dessinée et nouvelle qui n'a existé qu'une année (en 1960) et qui a connu 4 numéros.